# Eduard Emde
Eduard Friedrich Konrad Emde (* 18. Juni 1841 in Mühlhausen; † 10. Februar 1929 ebenda) war ein deutscher Landwirt und Politiker (BdL).
Emde war der Sohn des Ackermanns und Richters Johannes Friedrich Emde und dessen Ehefrau Marie Christiane geborene Meister. Er heiratete am 10. Oktober 1871 in Osage (Iowa) Friederike Müller aus Udorf. Emde machte eine Ausbildung als Landwirt und arbeitete als Verwalter auf verschiedenen großen Gütern. 1867 wanderte er nach Iowa aus und war dort in einem Mühlengeschäft tätig. 1876 kehrte er nach Deutschland zurück und übernahm den elterlichen Hof. Er war Mitglied der Landwirtschaftskammer für Waldeck und wurde zum Ökonomierat ernannt. 1878 bis 1888 war er Bürgermeister von Mühlhausen. 1879 bis 1908 gehörte er (wie früher sein Vater) dem Landtag des Fürstentums Waldeck-Pyrmont an. Er wurde im Wahlkreis Kreis des Eisenbergs gewählt.